# 현대해상빌딩

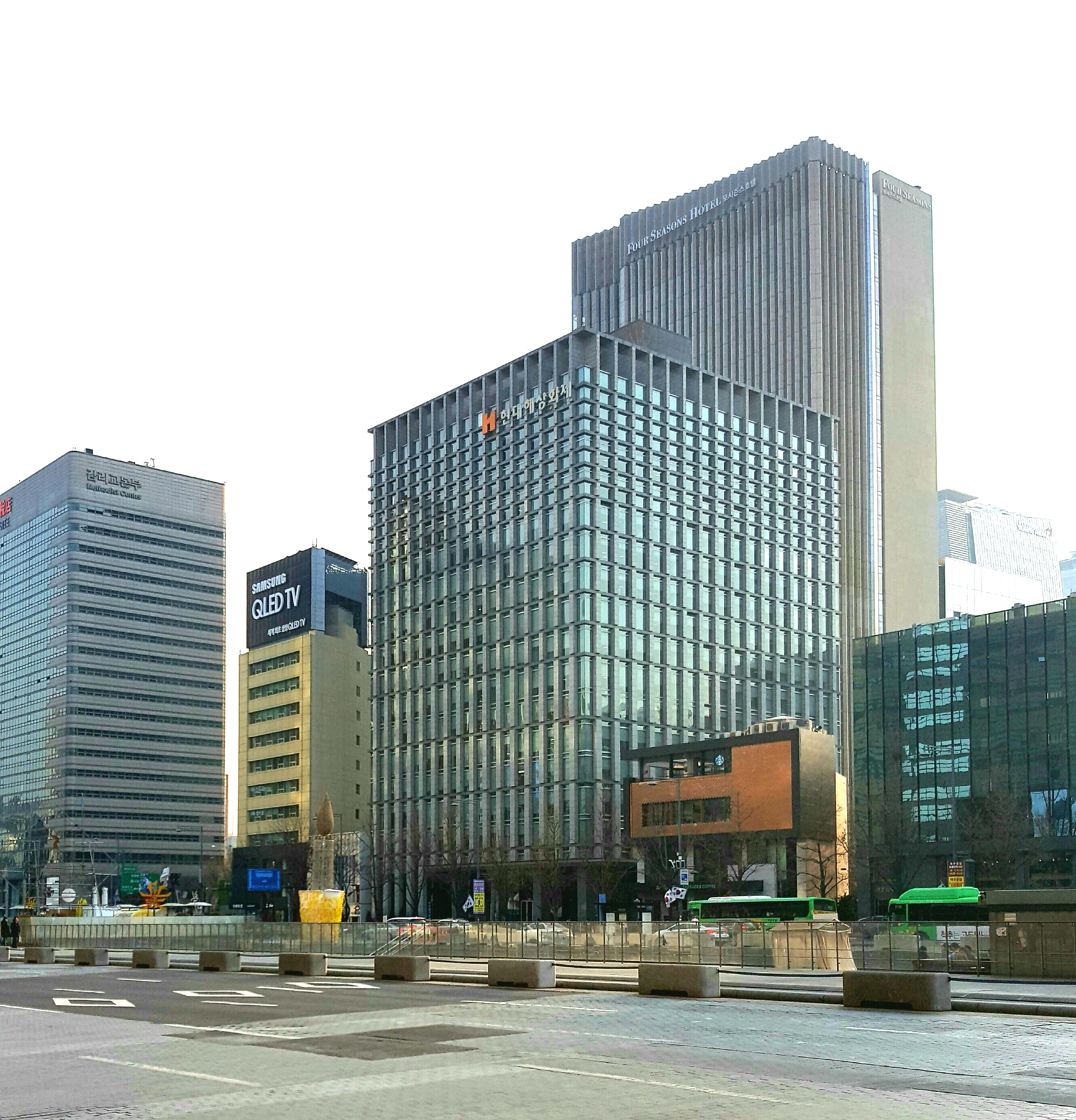
현대해상빌딩 (가운데)

현대해상빌딩은 서울특별시 종로구 세종대로에 위치한 빌딩이다. 세광빌딩 (삼성 갤럭시 광고판 건물) 바로 옆에 붙어 있으며 광화문 광장 끝쪽에서 서쪽 방향에 있다.
1976년 완공부터 현대그룹의 본사 및 광화문 지사 건물로 쓰였으며, 중간중간에 다른 계열사 용도의 건물로 쓰이기도 했다. 2001년 현대해상이 현대건설로부터 부지를 사들여 본사로 쓰게 되었으며, 2002~2004년 리모델링 작업을 거쳐 지금의 모습에 이른다. 지하 4층에 지상 17층 규모이며, 연면적은 7126평에 달한다. 요르단 명예대사관도 이곳에 입주해 있다.

## 역사
1976년 완공되었다. 그해부터 1983년까지 현대그룹의 본사로 사용되었으며, 현대그룹의 성장사와 함께해 온 상징적 건물이기도 했다. 특히 시공을 맡은 현대건설은 광화문 사옥을 지은 후 중동특수를 맞이하면서 큰 성장을 거두기도 했다. 정주영 전 회장도 사옥에 대해 애착이 커서, 1992년 대통령 선거에 후보로 출마했을 당시에는 그가 속해있던 통일국민당 당사로 쓰이면서 통일국민당 간판이 내걸리기도 했다.
이후 1999년 1월 현대그룹에서 계열 분리해 나온 현대해상이 2000년 8월 현대건설로부터 광화문 사옥을 매입해 현대해상 본사로 쓰게 되었다. 하지만 건물 노후화 문제로 리모델링하기로 결정하고, 2001년 11월에 계동으로 사옥을 임시 이전했다. 이후 2002년 1월부터 본격 리모델링 공사에 들어가 2년 후인 2004년 3월에 작업을 완료했다. 3월 8일부터 현대해상이 광화문 사옥으로 자리를 옮겨 업무를 개시하였으며, 지금까지 이곳에 머물고 있다. 같은해 3월 17일에는 현관 로비에 정주영 전 회장의 추모 흉상이 세워졌으며 2005년 11월에는 서울건축상 리모델링 부문 본상을 수상했다.
종종 세종대로 주변의 다른 건물들처럼 대형 현수막을 내걸기도 했다. 리모델링 공사 중이던 2002년 한일 월드컵을 기념하여 중으로 사옥 전면에 프레임을 설치한 후 이미지 조각을 이어 붙여 월드컵 홍보 현판을 설치했다. 2006년에도 월드컵 기념 대형 현수막을 설치했다. 2013년 10월에는 문화의 달 행사의 일환으로 교보생명 광화문글판이나 KT 본사 건물의 글판 등과 더불어 정지용의 <호수> 시구를 담은 현수막을 내걸어 눈길을 끌었다.